# De Overdekte
De Overdekte is een voormalig overdekt zwembad in de Nederlandse stad Leiden.

## Geschiedenis
De Onze-Lieve-Vrouw Hemelvaartkerk (ook wel "Mon Pèrekerk" genoemd) was een rooms-katholieke kerk in Leiden, die in 1934 werd gesloten vanwege het teruglopende kerkbezoek. De laatste dienst werd gehouden op zondagavond 8 juli 1934. De parochianen gingen over naar de Parochiekerk van O.L. Vrouwe Hemelvaart en St. Joseph aan de Herensingel.
De Haarlemse architect A. Koster maakte vervolgens een ontwerp voor de verbouwing van de kerk tot bad- en zweminrichting. Daartoe moest de kerktoren worden gesloopt, evenals de kolommen met de galerij. Het ontwerp voorzag in het maken van twee bassins, badcellen, douches, kantoor, en toiletten. In de pastorie (later aangeduid als 'het ketelhuis') aan de Oude Vest kwamen een laboratorium, centrale verwarming, kuip- en douchebaden, en een wasserij. Direct na het verlenen van de bouwvergunning begon de sloop op 24 mei 1937. Naar verwachting zouden de sloop en verbouwing vier maanden duren en ongeveer 59.000 gulden kosten. Opdrachtgever was de familie Koster, die ook op andere plaatsen in Nederland zwembaden exploiteerde.
Op 4 november 1937 werd zwembad 'De Overdekte' geopend. Het zou bijna veertig jaar in gebruik blijven. Bij de sloop in december 1979 werd achter de betimmering nog een vijftal religieuze schilderijen ontdekt, die overgebracht werden naar het stedelijk museum De Lakenhal. Voor de vrijgekomen plek aan de Maria Gijzensteeg is door het Haagse architectenbureau Mehrtens en Van Veldhoven een bouwplan gemaakt voor een hofjesachtig complex van ongeveer 24 woningen.

## Afbeeldingen

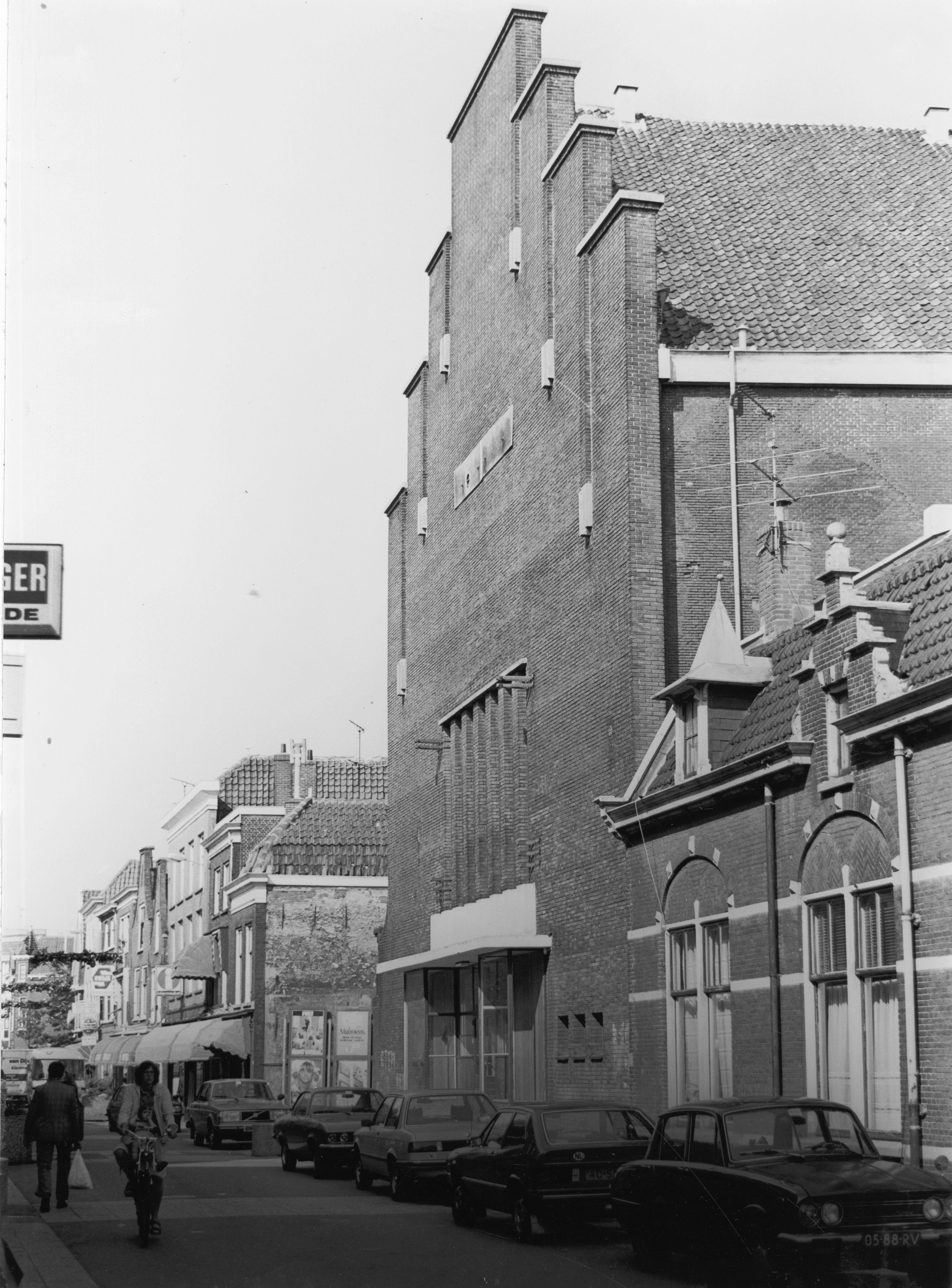
Voorgevel van zweminrichting "De Overdekte"
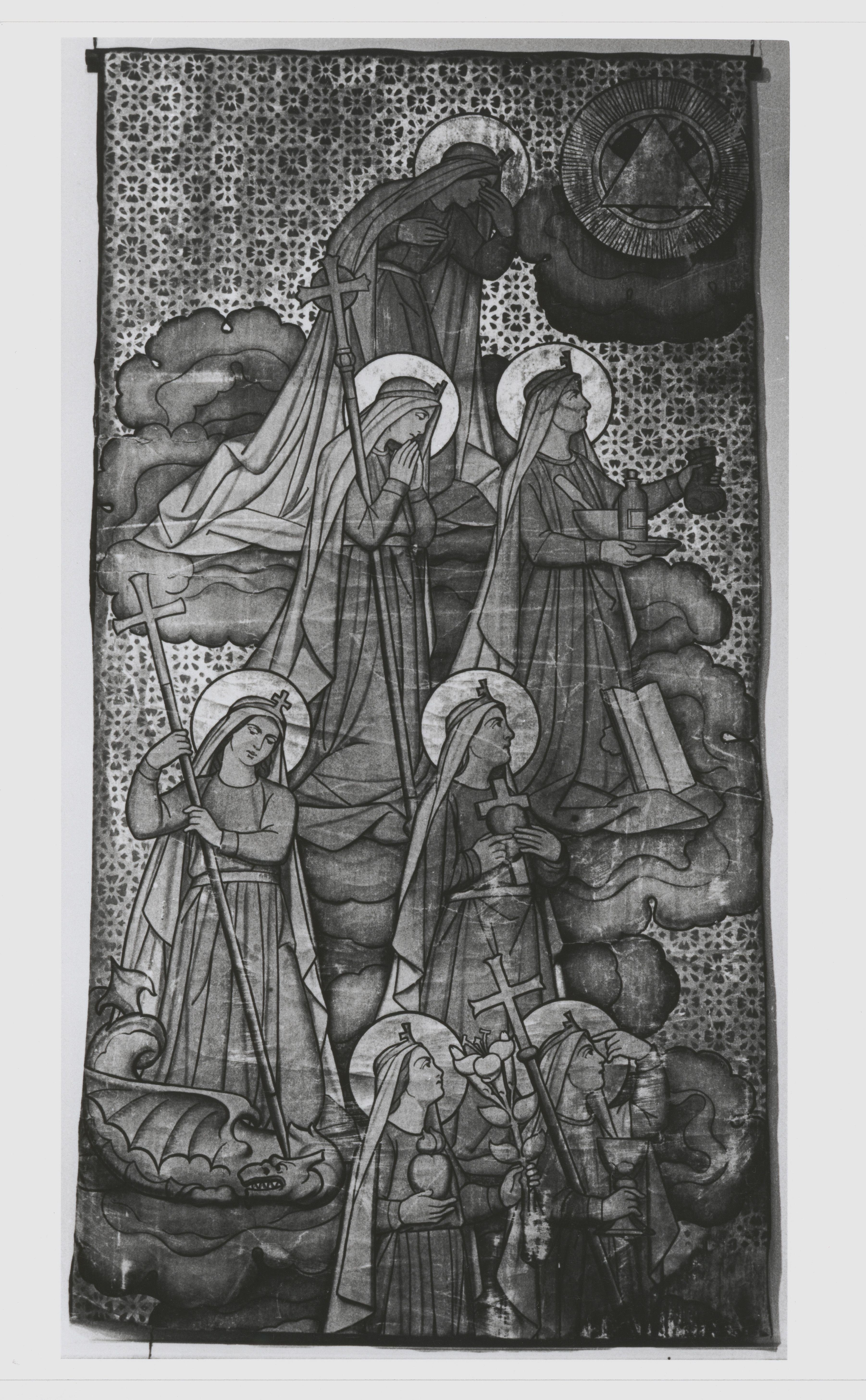
Bij de sloop tevoorschijn gekomen wandschildering